# Rattenharz

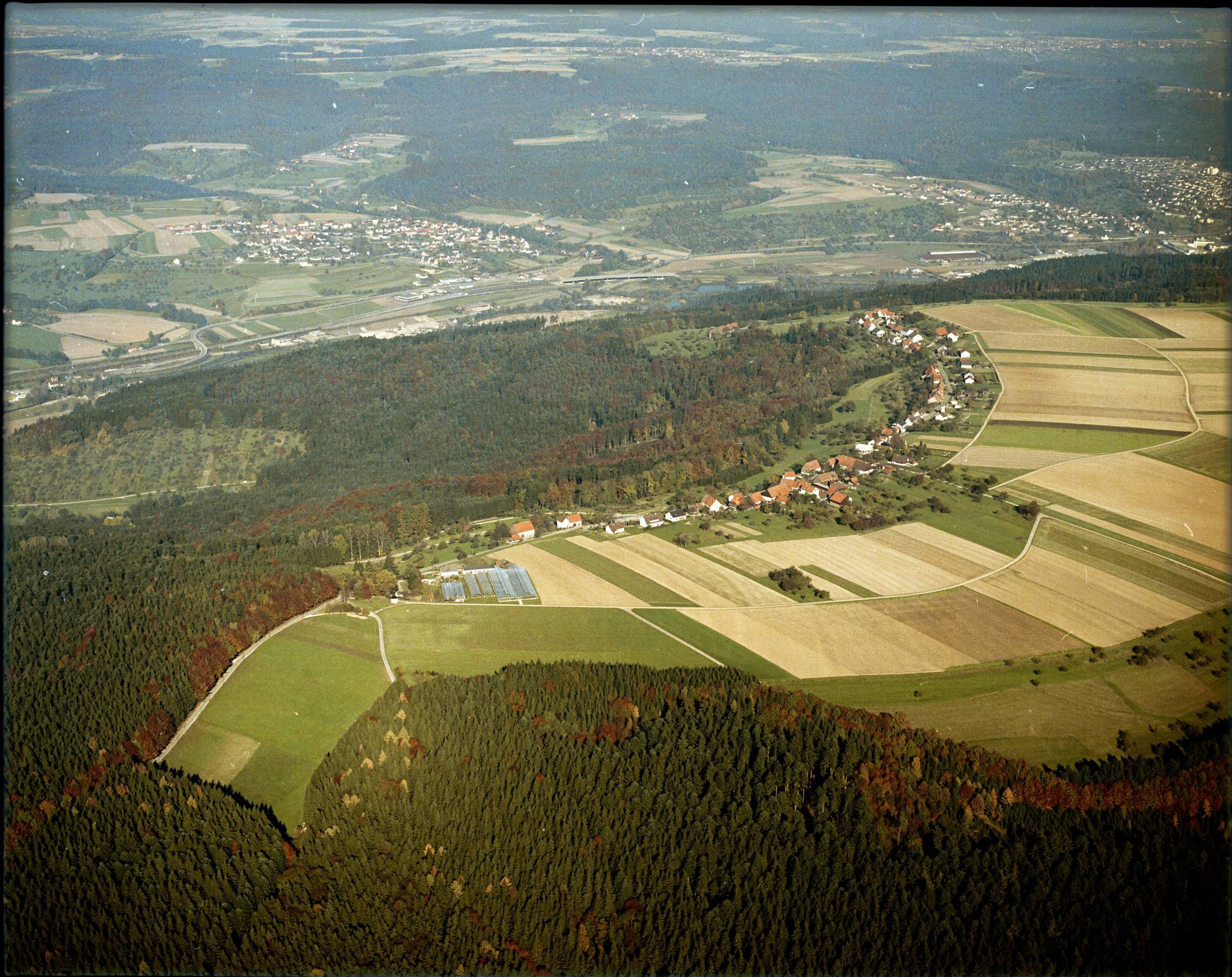
Rattenharz aus der Luft von Südwesten (1984)

Rattenharz ist ein auf 469 m Höhe über dem Südhang des Remstals gelegener Ortsteil von Lorch und gehörte zuvor zur bis 1971 bestehenden Gemeinde Waldhausen. Rattenharz hat 239 Einwohner.

## Ortsname
Für den Ortsnamen, der im örtlichen Dialekt „Rautaharz“ gesprochen wird, bestehen folgende Erklärungsversuche:
- Die seit der Ersterwähnung von 1441 verwendete Schreibweise Rattenhart legt eine Zusammensetzung aus der Tierbezeichnung Ratte und der Waldbezeichnung Hart nahe.
- Weit verbreitet ist die Erklärung, es handle sich um eine falsche Verhochdeutschung von „Roter Hart“.
- Die seit 1511 belegte Schreibweise Rattenharts legt nahe, den Ort als Hofbesitz einer Person mit dem Namen „Rotenhart“/„Rattenhart“ zu deuten.

## Geographie
Das Dorf erstreckt sich als Straßendorf über rund 800 m entlang der Kaiserstraße, die quer durch den Schurwald als Kaisersträßle weiter verläuft. Ein historischer Bezug dieser Straße zu staufischen Kaisern, wie die Ausrichtung zu den drei Kaiserbergen und der Name nahelegen könnten, ist aber nicht nachweisbar. Es bestehen zwei kurze Nebenstraßen: die Staibengasse und der Strutweg.

## Geschichte

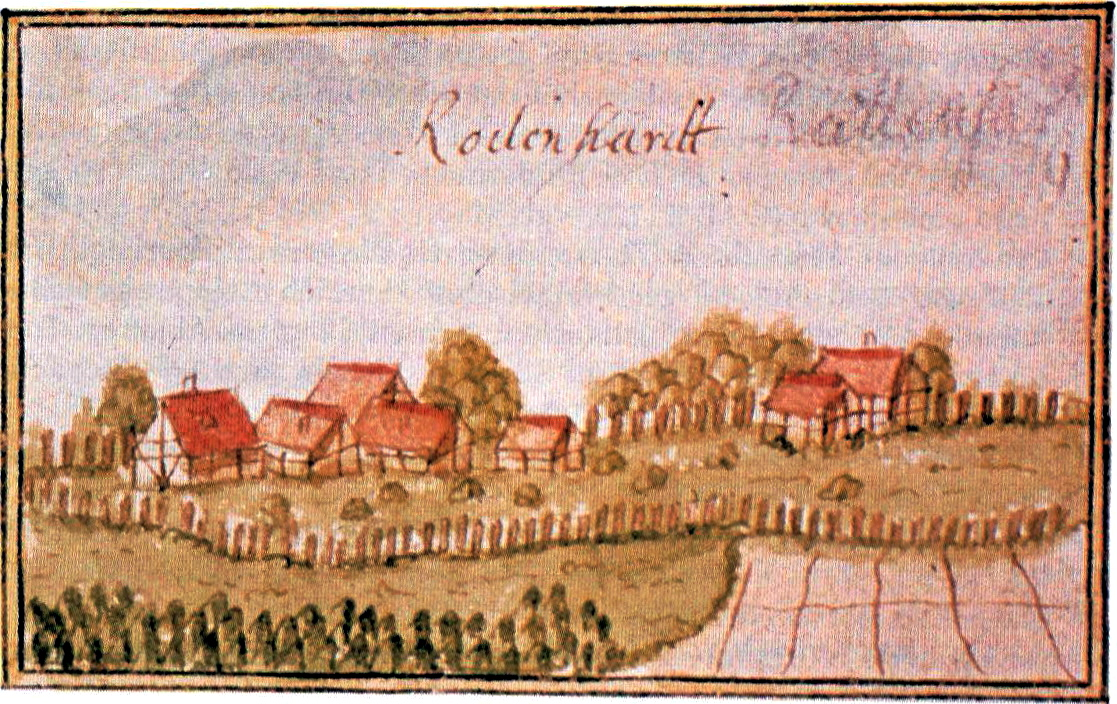
Ortsansicht von Andreas Kieser, 1685

Rattenharz entstand vermutlich in der späten Ausbauzeit als Rodungssiedlung. Die Urzelle lag westlich der heutigen Staibengasse. Erstmals urkundlich erwähnt wurde der Ort 1441.
Bis 1806 unterstand Rattenharz der Schultheißerei Plüderhausen, danach gehörte es zur Gemeinde Waldhausen. Rattenharz war Gegenstand verhältnismäßig starker Migration, was bereits im 19. Jahrhundert zu einer überdurchschnittlichen Berufsvielfalt führte. Die Beschreibung des Oberamts Welzheim von 1845 erwähnt, dass die Einwohnerzahl Rattenharz’ seit 1774 von 87 auf 203 gestiegen war. Eine ansässige Schule sei kürzlich aufgegeben worden und die Schüler seien im benachbarten Unterkirneck untergebracht worden. Ein ähnlicher Vorgang wiederholte sich über 100 Jahre später: 1967 wurde erneut begonnen, Rattenharzer Schüler im Lorcher Ortsteil Unterkirneck unterzubringen.

## Einrichtungen

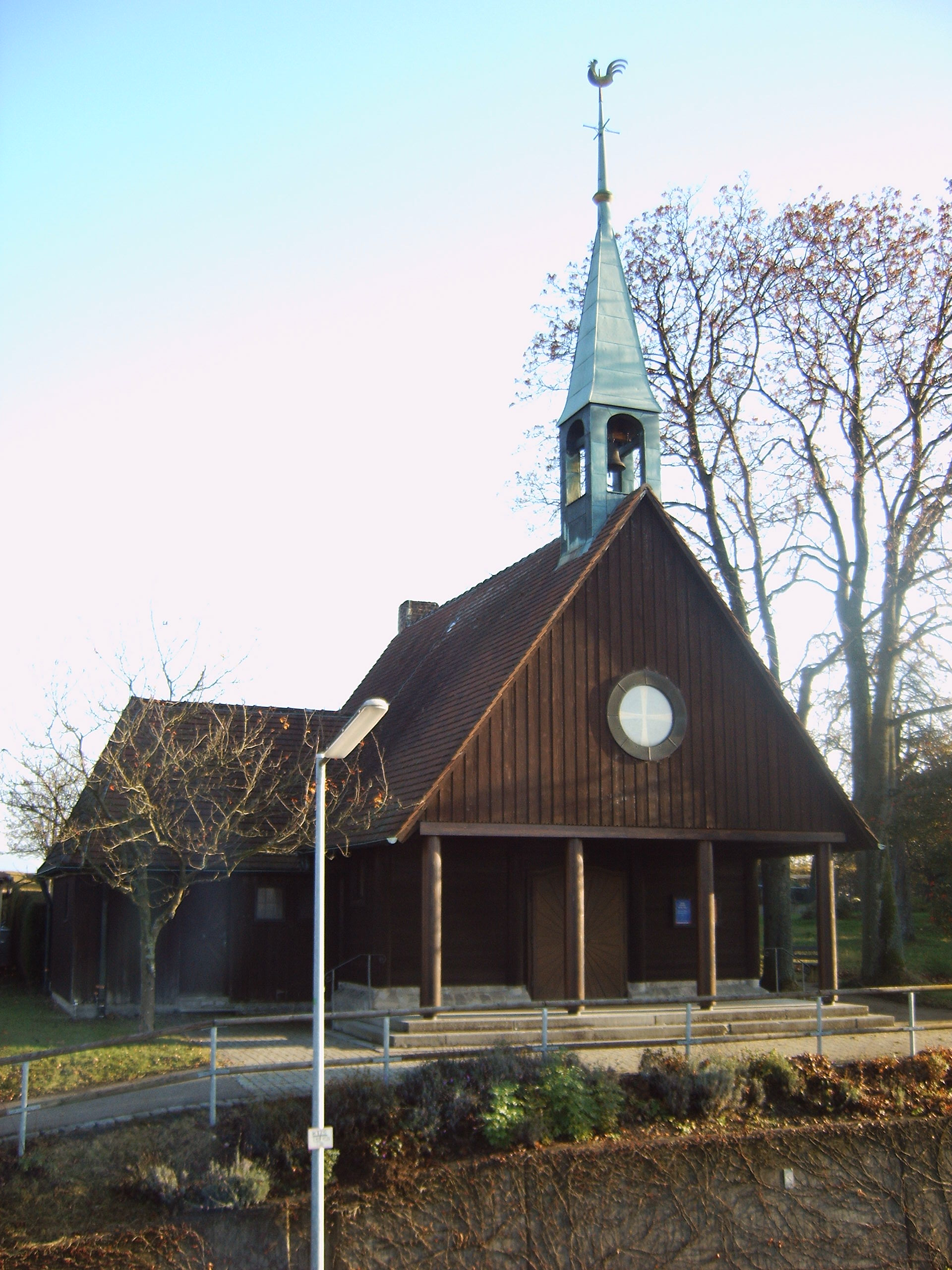
Kapelle Rattenharz

Da Beerdigungen auf dem Rattenharzer Friedhof im Freien und ohne Glockenläuten abgehalten werden mussten, beschloss ausgehend von einer Initiative Rattenharzer Bürger die Gemeinde Waldhausen 1955 den Bau einer Friedhofskapelle. Die Kapelle wurde 1957 vom Stuttgarter Professor Paul Heim zu Baukosten von 32.500 Mark geplant und am Pfingstmontag, dem 18. Mai 1959, eingeweiht. Die Kapelle enthält einem Versammlungsraum und eine Leichenzelle. Als Glocke wurde die Glocke der zu dieser Zeit abgebrochenen alten Waldhäuser Kirche verwendet. Ein Jahr nach Einweihung wurde die Kapelle auch als ordentlicher Gottesdienstraum genutzt. Um 1984 wurde eine Orgel eingebaut. Eigentümer des als Wahrzeichen des Ortes geltenden Gebäudes ist die bürgerliche Gemeinde. Die zum Kirchenbezirk Schwäbisch Gmünd gehörende Evangelische Kirchengemeinde Waldhausen hält jeden ersten und dritten Sonntag im Monat Gottesdienste ab.
Weitere in Rattenharz heute bestehende öffentliche Einrichtungen sind die dem TSV Rattenharz gehörende Turnhalle und ein Spielplatz. Der TSV Rattenharz ist Träger des sportlichen und kulturellen Lebens und hat rund 300 Mitglieder, mehr als der Ort Einwohner.
Eine Buslinie der Omnibusverkehr Göppingen, die durch die Nachbarorte Wäschenbeuren und Waldhausen führt, verbindet Rattenharz mit Göppingen und Lorch.